# 무리밭쥐
무리밭쥐(Hyperacrius wynnei)는 비단털쥐과에 속하는 설치류의 일종이다. 파키스탄의 토착종이다. 종소명은 블랜포드(Blanford)가 수집가 겸 지질학자인 윈(Arthur Beevor Wynne)의 이름을 따서 지었다.

## 분포
무리 구릉 지대와 카간 계곡, 스와트 계곡 등의 히말라야 산맥에 제한적으로 분포한다.